# Kaple (Děčín-Křešice)
Cholerová kaple je drobnou sakrální stavbou v Děčíně-Křešicích.

## Historie

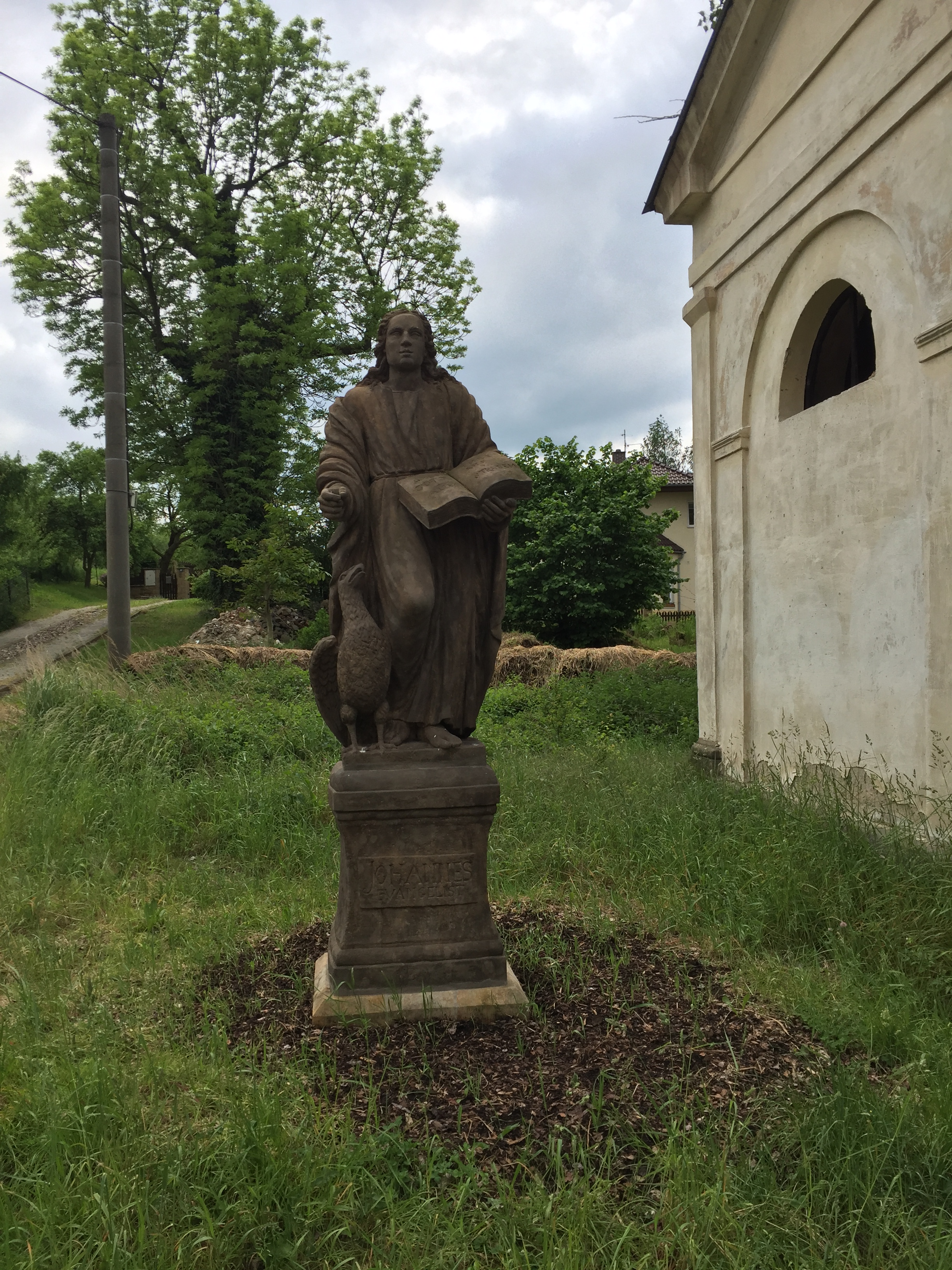
Socha sv. Jana Evangelisty v Děčíně-Křešicích

Obecní kapli se zvoničkou nechal postavit v roce 1830 místní sedlák J.G. Preidl. Důvodem stavby byla zřejmě epidemie cholery, která v té době zasáhla a decimovala celé Čechy. Proto se kaplím postaveným z tohoto důvodu, jako stavba darovaná Bohu s prosbou za odvrácení cholery, dává někdy predikát cholerová. Ačkoliv zasvěcení kaple není známo, v 1. polovině 19. století nechávala obec sloužit v kapli mše na svátek sv. Jana Evangelisty (27. prosince). Důvodem pro toto slavení byla obecní socha sv. Jana Evangelisty, která byla postavena v roce 1822 a nacházela se v sousedství kaple. Je možné, že kaple mohla být zasvěcena sv. Janu Evangelistovi. Od 2. poloviny 19. století se o kapli starala obec Křešice. Po roce 1945, když došlo k vysídlení původního německy mluvícího obyvatelstva začala postupně pustnout. V 80. letech 20. století kapli zachránil před zbořením místní sbor dobrovolných hasičů, který ji opravil a využíval jako skladiště. Od počátku 2. dekády 21. století o kapli pečuje děčínská Křesťanská základní školy Nativity, která se snaží navrátit objektu původní sakrální účel. Od roku 2014 její interiér mohou návštěvníci vidět v rámci Noci kostelů.

## Architektura
Kaple je čtvercového půdorysu. Má pilastry, slepou arkádu a trojúhelníkový štít. Portál je obdélný. Uvnitř je plochý strop.